# 3月8日
3月8日是公历一年中的第67天（闰年第68天），离全年的结束还有298天。

## 大事记

### 18世紀以前
- 1010年：波斯詩人菲爾多西完成紀錄神話傳說到薩珊王朝歷史的民族史詩《列王紀》。
- 1576年：一名西班牙殖民官員給菲利普二世寫了一封信，信中首次提到位於今天洪都拉斯的科潘瑪雅文明遺址。

### 18世紀
- 1702年：在威廉三世逝世后，其妻妹安妮继位成为英格兰、苏格兰和爱尔兰三国女王。
- 1722年：伊朗萨菲王朝在古尔纳巴德战役中被阿富汗军队击败，推动伊朗陷入无政府状态。
- 1736年：阿夫沙尔王朝的创始人纳迪尔沙加冕伊朗的沙阿。
- 1775年：一位匿名作家（一些人认为是托马斯·潘恩[谁？]）发表了“美国的非洲奴隶制”，这是美国殖民地的第一篇要求解放奴隶和废除奴隶制的文章。
- 1777年：来自安斯巴赫和拜罗伊特的军团，在美国独立战争中被派去支持英国，在奥克森富特叛变。
- 1782年：格纳等须藤屠杀：在俄亥俄州，96名改信基督教的美国原住民被宾夕法尼亚民兵杀害，以报复其他印第安部落进行的袭击。

### 19世紀
- 1817年：美国纽约交易者联盟在《梧桐树协议》的基础上起草章程，成立纽约证券交易所。
- 1844年：瑞典和挪威国王卡尔十四世·约翰去世，其子奥斯卡一世继承王位。

### 20世紀
- 1909年：美国芝加哥妇女大游行。
- 1917年：俄罗斯帝国示威者在彼得格勒举办庆祝国际妇女节的示威与罢工，二月革命爆发。
- 1918年：安福俱乐部成立，安福系开始控制中华民国政权。
- 1939年：抗战：日军占领南昌。
- 1942年：太平洋戰爭：爪哇島荷蘭軍隊向日軍投降，同日日軍佔領緬甸首都仰光。
- 1947年：蔣介石在陳儀的暗中要求下，增派陸軍整編第21師與憲兵第4團等軍隊共一萬三千人自中國大陸抵達臺灣，展開二二八事件的鎮壓與清鄉。
- 1950年：苏联塔斯社发布消息，苏联第一枚原子弹试爆成功。
- 1954年：《美日共同防御协定》签署。
- 1963年：由敘利亞軍隊中自稱為全國革命指揮委員會的準左派軍官組成的小集團發動政變，奪取阿拉伯復興社會黨的政權。
- 1965年：越南战争：美国海军陆战队登陆南越峴港，标志着美军开始直接参战。
- 1966年：中国河北邢台发生7.2级大地震，共计死亡8064人，受伤38451人，倒塌房屋508万余间。
- 1974年：法國巴黎夏爾·戴高樂國際機場正式啟用。
- 1976年：中國吉林省降落罕见陨石雨。
- 1979年：航海家1號拍攝的圖像證明了木衛一上火山的存在。
- 1983年：美国总统隆纳·雷根在佛罗里达州奥兰多全国福音派协会发表演讲，形容苏联为「邪恶帝国」。
- 1985年：非洲前线国家首脑会议在卢萨卡举行[來源請求]。
- 1996年：中共於台灣海峽開始進行第二階段飛彈射擊演習，藉此威嚇干擾台灣將舉行的首次總統大選。
- 2000年：日本東京都發生營團地下鐵日比谷線事故。

### 21世紀
- 2008年：2008年馬來西亞第十二屆全國大選，執政联盟國陣再度執政馬來西亞下議院，但是却在本届大选中失去五个州政权和三分之二席位的优势。
- 2011年：马来西亚前首相马哈迪·莫哈末出版他撰写了数年之久的回忆录《医生当家：敦马哈迪医生回忆录》（A doctor in the house:The Memoirs of Tun Dr Mahathir Mohamad）。
- 2013年：朝鮮祖國和平統一委員會宣佈將全面廢除朝韩之間簽訂的互不侵犯協議，切斷南北韓熱線電話等板門店聯絡渠道。
- 2014年：马来西亚航空370号班机在从马来西亚吉隆坡飞往中国北京市途中失去联系，飞机和机上239人至今下落不明。

## 出生

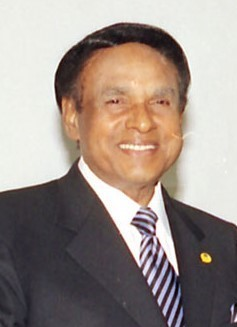
三美威鲁

- 974年：李太祖李公蘊，大瞿越皇帝（1028年）
- 1514年：尼子晴久，日本戰國時代的大名（1561年）
- 1566年：卡洛·傑蘇阿爾多，義大利作曲家（1613年逝世）
- 1567年：真田信繁，日本戰國時代末期武將（1615年逝世）
- 1726年：理查德·何奧，英國海軍軍官、政治家，第一代何奧伯爵（1799年逝世）
- 1748年：威廉五世，奧蘭治親王（1806年逝世）
- 1752年：約翰·大衛·肖普夫，德國植物學家、動物學家、醫生（1800年逝世）
- 1778年：讓-圖桑·阿里吉·德·卡薩諾瓦，法國外交官、軍人（1853年逝世）
- 1813年：喬珀托斯·史汀史翠普，丹麥動物學家（1897年逝世）
- 1816年：讓·路易·卡巴尼斯，德國鳥類學家（1906年逝世）
- 1859年：肯尼思·格拉姆，英國作家，以經典兒童文學《柳林中的風聲》而聞名於世。（1932年逝世）
- 1876年：拉奇亚·阿恰良，亞美尼亞語言學家（1953年逝世）
- 1879年：奧托·哈恩，德國化學家、物理學家（1968年逝世）
- 1881年：張作相，中華民國軍事將領，前奉系要人（1949年逝世）
- 1886年：爱德华·卡尔文·肯德尔，美國化學家（1972年逝世）
- 1898年：楊仲鯨，台灣政治人物，首任花蓮縣縣長（1967年逝世）
- 1907年：康斯坦蒂诺斯·卡拉曼利斯，前希臘首相、总理和总统（1998年逝世）
- 1911年：姚卓英，臺灣社會學家
- 1912年：約阿希姆·舍普克，德國海軍U潛艦艇長（1941年逝世）
- 1914年：雅可夫·泽尔多维奇，前苏联理论天体物理学家（1987年逝世）
- 1921年：劉殿爵，香港學者、教授（2010年逝世）
- 1924年：路易·B·納恩，美國律師、政治人物，第52任肯塔基州州長（2004年逝世）
- 1922年：水木茂，日本漫畫家，代表作《鬼太郎》（2015年逝世）
- 1930年：韓達德，前英國外務大臣
- 1936年：三美威魯，马来西亚政治人物、国大党在位最久的党主席。（2022年逝世）
- 1937年：朱韦纳尔·哈比亚利马纳，卢旺达政治人物、独裁者，第2任卢旺达总统（1994年逝世）
- 1938年：拉米婭·蓋拉尼·韋爾，伊拉克考古學家（2019年逝世）
- 1939年：刘诗昆，中國鋼琴家、作曲家
- 1951年：任志強，中國企業家
- 1954年：戴維·威爾基，英國男子游泳運動員（2024年逝世）
- 1956年：大澤在昌，日本小說家
- 1957年：趙樂際，中國政治人物，現任中國共產黨中央政治局常委
- 1957年：堀江美都子，日本女歌手、聲優
- 1957年：迪克·斯霍夫，荷蘭政治人物，現任荷蘭首相
- 1958年：重野秀一，日本漫畫家
- 1959年：胡競英，香港女演員、商人
- 1959年：張瓊姿，台灣藝人
- 1960年：王惠五，台灣男演員
- 1961年：江川達也，日本漫畫家
- 1963年：葉童，香港藝人
- 1964年：平松愛理，日本女性創作歌手
- 1965年：越田哲弘，日本漫畫家
- 1965年：赤堀悟，日本小說家
- 1967年：角田光代，日本女性小說家
- 1969年：林智賢，台灣藝人
- 1970年：笠原留美，日本女性聲優
- 1970年：櫻井和壽，日本音樂家
- 1970年：貢布扎布·贊丹沙塔爾，蒙古國政治人物，現任蒙古國總理
- 1971年：錢薇娟，臺灣籃球运动員
- 1971年：新田祐克，日本漫畫家、插畫家
- 1973年：趙天麟，臺灣政治人物
- 1974年：大山鎬則，日本男性聲優
- 1975年：兒玉沙織，日本創作歌手、作詞家
- 1976年：大沼心，日本動畫導演
- 1978年：須藤元氣，日本格鬥家、政治人物
- 1978年：遠藤海成，日本女性漫畫家、插畫家
- 1978年：小松由佳，日本女性聲優、舞台演員
- 1980年：興津和幸，日本男性聲優
- 1981年：蒂莫·波爾，德國乒乓球运动員
- 1983年：尼諾·馬查伊澤，喬治亞女高音歌唱家、歌劇演員
- 1984年：平野佳壽，日本職業棒球運動員
- 1984年：萨沙·武贾西奇，美國職籃NBA球員
- 1984年：麥可·古柏，加拿大政治人物
- 1986年：朱芯儀，台灣女演員
- 1987年：李佳航，中國男演員
- 1987年：米拉娜·薇恩翠，美國女演員、喜劇演員
- 1988年：天海翼，日本AV女優
- 1989年：奚梦瑶，中國女模特兒
- 1989年：松井惠理子，日本女性聲優、歌手
- 1990年：童菲，中國女演員
- 1990年：增田俊樹，日本男性聲優
- 1990年：佩特拉·克維托娃，捷克職業網球運動員
- 1991年：梅原裕一郎，日本男性聲優
- 1991年：尹智聖，韓國男子偶像團體Wanna One隊長
- 1992年：佐武宇綺，日本偶像藝人
- 1994年：高地優吾，日本男子偶像團體SixTONES成員
- 1995年：小嶋菜月，日本女子偶像團體AKB48成員
- 1995年：路卡·布里塞爾，比利時職業司諾克選手
- 1997年：松井珠理奈，日本女子偶像團體SKE48成員
- 2003年：亞杰，澳大利亞女子羽球運動員
- 2003年：蒙大拿·喬丹，美國男演員
- 生年不詳：岬奈子，日本女性聲優

## 逝世
- 1137年：阿德拉，布盧瓦伯爵夫人（生年不詳）
- 1403年：巴耶濟德一世，鄂圖曼帝國蘇丹（約1360年出生）
- 1641年：徐霞客，明朝地理學家（1587年出生）
- 1702年：威廉三世，奧蘭治親王、荷蘭省督、英格蘭國王（1650年出生）
- 1844年：卡尔十四世·约翰，瑞典和挪威聯合王國國王（1763年出生）
- 1869年：，法國浪漫派作曲家（1803年出生）
- 1871年：鍋島直正，日本佐賀藩藩主（1815年出生）
- 1874年：米勒德·菲爾莫爾，美國政治人物，第13任美國總統（1800年出生）
- 1877年：詹姆斯·斯科特·鮑爾班克，英國博物學家、古生物學家（1797年出生）
- 1930年：威廉·霍華德·塔夫脫，美國政治人物，第27任美國總統（1857年出生）
- 1935年：小藤文次郎，日本地球科學家（1856年出生）
- 1935年：阮玲玉，中國電影明星（1910年出生）
- 1947年：二二八事件受難者，包括
  - 楊元丁，臺灣社會運動參與者、政治人物（1898年出生）
  - 林桂端，臺灣律師（1907年出生）
  - 凃光明，臺灣政府官員（1912年出生）
- 1949年：新元鹿之助，日本鐵道工程專家（1870年出生）
- 1972年：西奧多·梅耶，德國數學家、物理學家（1882年出生）
- 1975年：周信芳，京劇表演藝術家（1895年出生）
- 2017年：李元簇，中華民國第八任副總統（1923年出生）
- 2020年：麥斯·馮·西度，瑞典裔法國男演員（1929年出生）
- 2022年：大衛·貝內特，美國人，全球首位接受豬心臟異種移植的人（1964年出生）
- 2024年：赫伯特·克勒默，德裔美國物理學家，2000年諾貝爾物理學獎得主（1928年出生）
- 2024年：TARAKO，日本女性聲優（1960年出生）

## 节假日和习俗
- 国际妇女节